# クロアジモドキ
クロアジモドキ（学名:Parastromateus niger )は、アジ科に属する海水魚であり、クロアジモドキ属 (Parastromateus )を構成する唯一の種である。西日本の一部ではクロマナと呼ばれることもある。現在ではアジ科に属しているが、その分類を巡っては独特な形態のために長らく混乱があった。インド洋、太平洋西部の大陸棚でみられ、その分布域は西はアフリカ東海岸、東は日本やオーストラリア北部まで広がる。中型の種で、全長30cmくらいの個体がよくみられる。肉食魚であり、大きな群れをつくって行動する。漁業の対象として重要な種であり、東南アジアや中東などで刺し網、底引き網などによって漁獲される。食用魚としても美味である。

## 分類

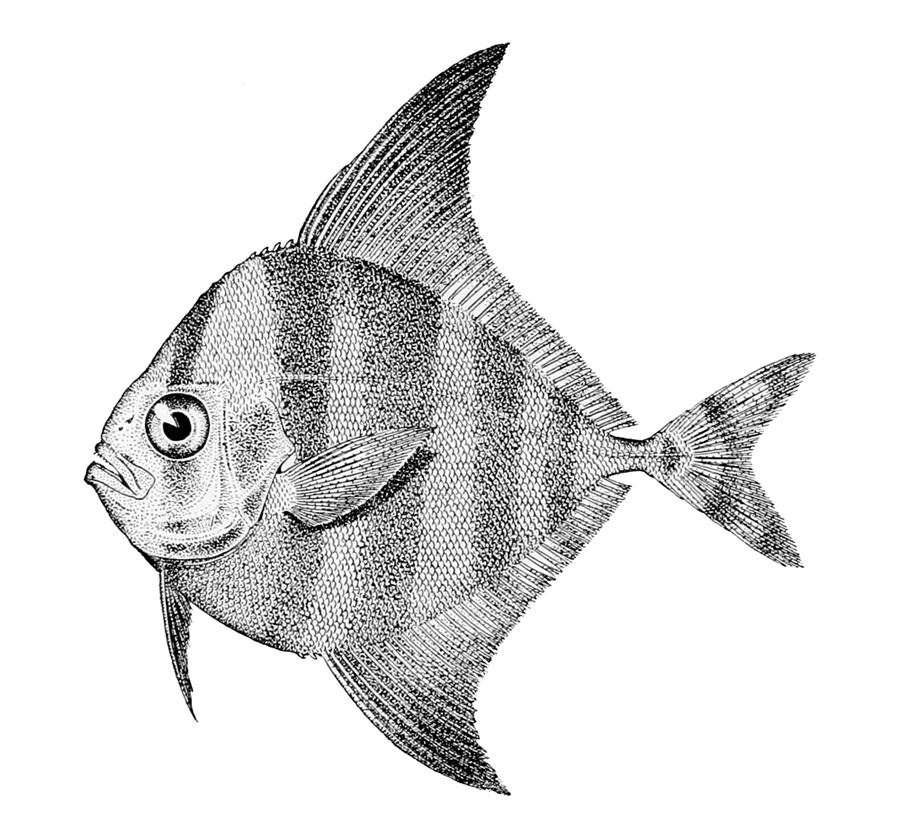
幼魚の図版。成魚とは形態がかなり異なる。

スズキ目アジ科に属する約30ある属のうちのひとつである、クロアジモドキ属(Parastromateus )に属する唯一の種である。

### 分類史
初記載は1795年、マルクス・エリエゼル・ブロッホによる。本種の外部形態は一見してマナガツオ科魚類に類似しているため、彼は本種をマナガツオ科のStromateus 属に分類しStromateus niger という学名を与えた。
初記載の後、本種の分類については長く混乱が続いた。1832年には、ジョルジュ・キュヴィエとアシル・ヴァランシエンヌが本種に独特ないくつかの特徴をみとめ、マナガツオ科にApolectus 属という新たな属を創設して本種を模式種とした。その後1923年にこの属はデイビッド・スター・ジョーダンにより創設された新たな科Apolectidaeに移動されている。しかしながら、このキュヴィエとヴァラシエンヌによるApolectus という属名は、すでに1831年に現在のサワラ属(Scomberomorus )のシノニムとして先取されていたものであったことが判明した。1929年にこのことを指摘したMcCllochは、無効となった属名の代わりに、本種に対しFormio 属という属名を与え、新科Formiidaeを創設した。一方、ピーター・ブリーカーは1864年にすでに本種を模式種として新属Parastromateus 属（クロアジモドキ属）を創設していた（このことをジョーダンおよびMcCllochは認識していなかった）。ここで、キュヴィエとヴァラシエンヌによる属名は前述のように無効となったため、本種に与えられた（無効でない）属名としてはブリーカーのParastromateus が最古で、国際動物命名規約に規定された先取権に基づく唯一の有効な属名ということになる。2015年現在では精密な解剖学的研究などの結果以下でも述べるようなアジ科に共通な特徴が本種に多数見つかったため、本種が属する単型のクロアジモドキ属(Parastromateus)をアジ科(Carangidae)に包含させる分類がFishBaseや多くの文献で認められている。
本種の幼魚は、成魚との形態の差異が大きいためか独立に二度別種として記載されているが、そのいずれも現在では無効なシノニムとされている。

### 名称
以上で述べたような理由から、本種の現在有効な学名はParastromateus niger である。属名についてはギリシャ語で「近〜」「側〜」「副〜」という意味をもつ"para"を接頭辞としてつけることで、Stromateus 属と類似する別属であることを表している。一方種小名はラテン語で「黒い」という意味である。和名の「クロアジモドキ」は田中茂穂が本種の内外の形質に基づいて命名したものとされ、明治末から昭和初期にかけて刊行された倉場富三郎の『日本西部及び南部魚類図譜』（グラバー図譜）にも、「くろあじもどき」の名で記載がみられる。日本での地方名として、長崎や福岡、下関で主に底引き網漁業の関係者が使用する「クロマナ」がある。この呼称は本種の体型がマナガツオに似ており、また体色が黒いことに由来する。

## 形態

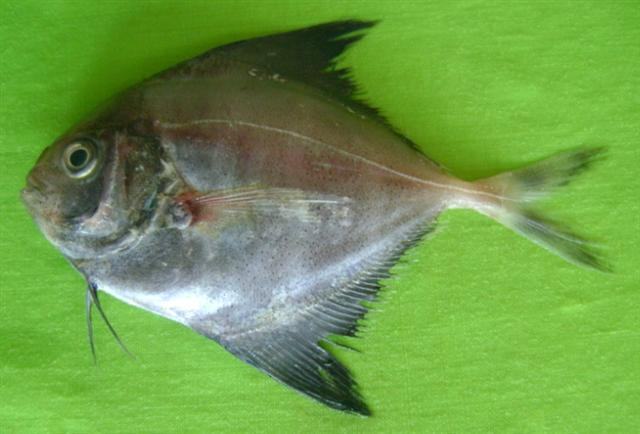
幼魚。腹鰭がみられる。

中型の種であり、最大で全長75cmに達した記録があるが、ふつうみられるのは全長30cmくらいの個体である。卵形で強く側偏した体型を持ち、体高は体長の半分以上と高い。一方、吻は短い。両顎の歯は小さく、口蓋骨、前鋤骨に歯は無い。背鰭には前方に4本から5本の棘からなる第一背鰭があるが、成魚では体内に埋め込まれ見えなくなる。第二背鰭は1棘、41-44軟条である。臀鰭も前方に2本の遊離棘があるが、成魚では体内に埋め込まれわずかな痕跡しか観察できない。遊離棘をのぞくと臀鰭は1棘、35-39軟条である。第二背鰭と臀鰭はほぼ相同形であり、前方部が伸長する。腹鰭は尾叉長10cm以上の個体では見られない。成魚の尾柄の左右側にはそれぞれ一本の隆起があるが、若い個体ではみられない。側線は前方部でごくわずかに湾曲し、側線直線部には8から16の稜鱗（アジ亜科に特有の鱗）が存在する。椎骨数は24である。成魚の体色は背部では茶色、腹部では銀白色になる。臀鰭と背鰭の前方部は灰青色になる。他の鰭は黄色味を帯びる。しかしシンガポール沿岸で生きている個体を観察した報告によれば、生きている時の体色は死後と異なり全体が銀白色、腹部は白色で、鰓蓋後方の体側に4本の等間隔の白色の縞が存在するという。
先に述べたように本種は外部形態上類似するマナガツオ科Stromateus 属に分類されていたことがあった。その類似とは、体型の類似の他には、成魚の背鰭が1基である、つまりアジ科にみられる第一背鰭がないこと、腹鰭がないこと、臀鰭遊離棘がないことなどであった。しかし、幼魚においてはこれらの鰭、棘がすべて存在すること、また成魚にも痕跡的にみられることが確認されている。現在ではこれらの鰭、棘の存在や稜鱗の存在、椎骨数といったアジ科に特有の解剖学的特徴が多数確認されており、本種がアジ科に分類される根拠となっている。
体長5.5mmほどの仔魚は菱形の体型であり、頭部長が体長のほぼ半分を占め腹鰭基部で最も体高が大きい。幼魚には暗色の横帯があり、長い腹鰭には黒色色素胞が発達する。体型に類似のみられる他のアジ科魚類（アイブリSeriolina nigrofasciata や、コバンアジ属Trachinotus の種など）の仔稚魚とは、腹鰭がきわめて前位であること、背鰭と臀鰭の軟条数が多いことなどで区別できる。

## 分布
本種はインド洋、西太平洋に広く分布する。インド洋では、南アフリカ、ケニア、モザンビークといったアフリカ東海岸からアラビア海、ベンガル湾にかけて生息する。太平洋西部では中国や日本の南岸、インドネシア、フィリピン、オーストラリア北部などでみられる。特にインド西部やインドネシアで個体数が多い。
日本においては稀種であるが、東シナ海をはじめとした南日本でみられる。青森県牛滝、そして新潟県や富山県、福井県、兵庫県、山口県などの日本海側でも捕獲された報告がある。
大陸棚でよく見られる。通常日中は泥海底近くに位置し、夜間には表層近くまで上がってくる。エスチュアリーに入ることもある。水深15mから105mから記録があるが、通常は水深15mから40mほどでみられる。東シナ海では水深55mから80mほどから漁獲され、特に60mから70mの範囲で多く漁獲される。漁獲時の水温は20℃から23℃ほどで、中でも21℃から23℃の温度範囲で最も多い。成魚は漂泳性が強い一方、幼魚は主に底棲生活を送る。

## 生態
肉食魚であり、歯が小さいために小型の甲殻類やクラゲ、底生生物などを捕食する。インド西岸で行われた研究では、大型の動物プランクトンを主に捕食していた。特にサルパが最も重要な捕食対象で、次いでエビ類が捕食対象としては多く、その他の甲殻類やクラゲ、コウイカ、多毛類もごくわずかに捕食していた。中でも大型個体はサルパを好み、小型の個体はそれよりもエビやシャコを好むという。一方クウェートで行われた研究では、カニのゾエアやカイアシ類を主に捕食し、魚の卵や鱗、植物プランクトンも捕食することが分かった。本種は何種かの寄生虫に寄生されることがある。1979年には、パキスタン、カラチ沖で捕獲された本種の腸から、線形動物門の新種の寄生虫が報告され、本種の属名に因んでRhabdochona parastromatei と命名された。インド、パランギペーッタイ沖で行われた研究では、ワラジムシ目ウオノエ科の寄生虫、ウオノエ(Cymothoa eremita )が好んで本種の口腔に寄生すること、そして宿主であるクロアジモドキが大型であるほど寄生しているウオノエも大型であることが分かった。幼魚はクラゲのそばにいるのがみられることがある。
大きな群れを作って泳ぐ。海面近くを体を横向きにして、胸鰭を帆のように立てて泳ぐことがある。これは他のアジ科魚類にはみられない本種独特の行動である。この行動は夜間に水面近くに上がってくる動物プランクトンや小型甲殻類を捕食するためのものである可能性がある。
本種の繁殖については産卵や性成熟の時期に関していくつかの研究がなされている。1965年にインド西部で行われた研究では、産卵期は7月から10月頃であるとされた。また、産卵期より前にまずオスが産卵の行われる場所へ移動し、その後でメスがやって来て産卵期が開始すると考えられた。2003年から2005年にかけてクウェートで行われた卵巣の成熟に関する詳細な研究では、産卵期は2月から9月とより長く、また雌は同一産卵期に複数回産卵を行うことが分かった。メスが一腹に持つ卵の推定数は最小で2,132個、最大で2,001,648個であった。この卵数はメスの全長と、卵巣を除いた体重に正比例していた。性成熟時の体長については研究によって見解にばらつきがある。例えば2008年のクウェートにおける研究では、オスは尾叉長17.5cm以上で、メスは尾叉長29cm以上で50%の個体が性成熟に達していたという。一方で2015年には、インド西部で漁獲された個体の体の化学組成に注目した研究から、性成熟に達する際の体長がオスで28cmから32cm、メスで25cmから30cmと推定された。本種の成長は早く、クウェート沖で調査がなされている魚類の中では、年成長率が最も高いという。

## 人間との関係

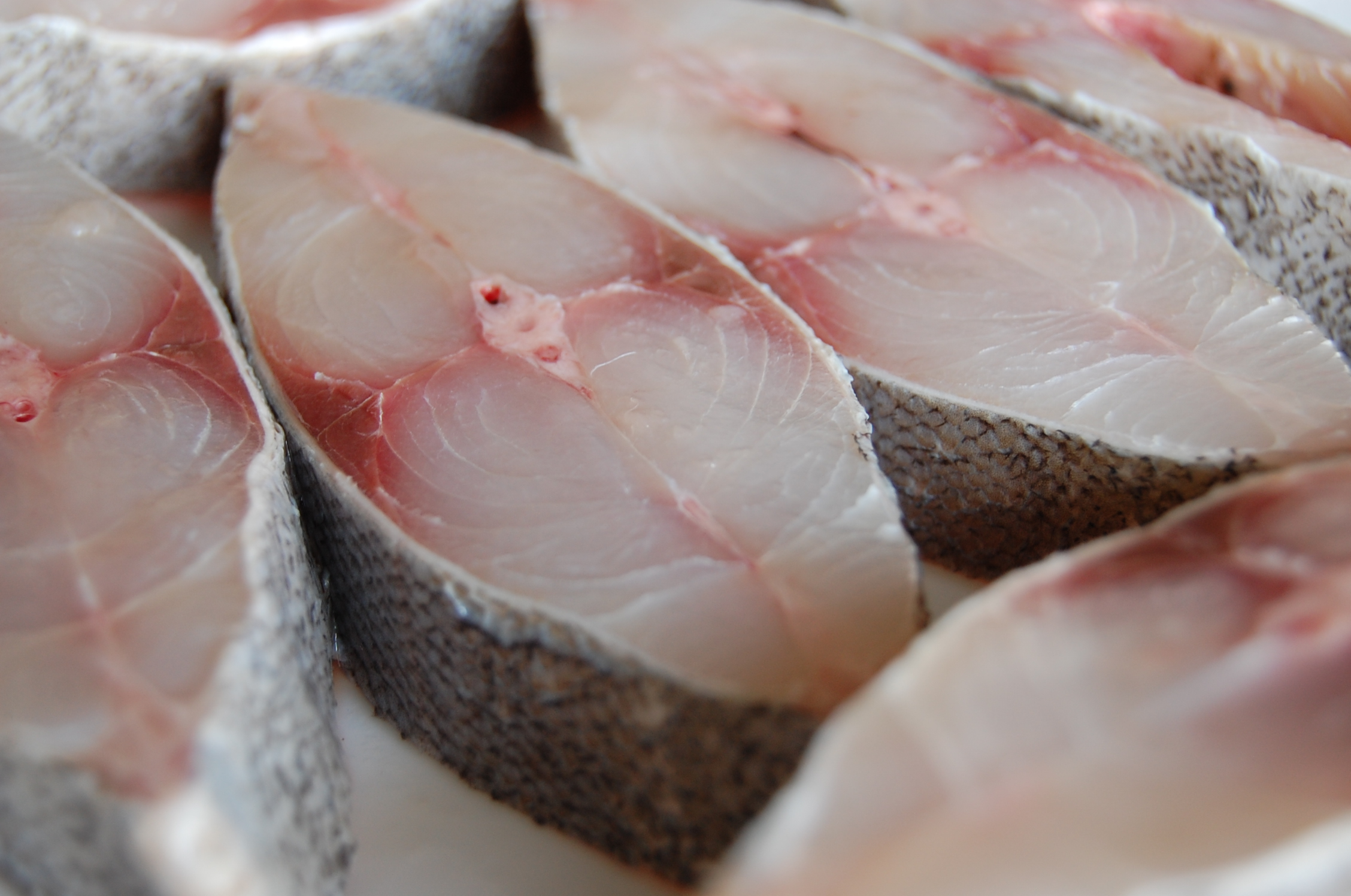
ぶつ切りにされた本種の肉。

漁業の対象として重要な種である。FAOの統計によれば2013年には全世界で一年の間に75,257トン漁獲されている。その中でもインドネシアにおいて最も漁獲量が多く、57,288トンが漁獲されたという。その他イラン、マレーシア、タイ、パキスタンでも年間1,000トンを超える漁獲があった。東シナ海でも底引き網により年間数10トンから100トン前後漁獲がある。ペルシア湾北部では刺し網による多魚種を対象にした漁業で漁獲され、本種の漁獲量は持続可能な水準で推移している。クウェートでは年平均150トンの漁獲があるが、これはクウェートでの魚類の年間全漁獲量の3.1%を占める。本種の漁獲量は季節によって大きく変わり、4月から10月の漁獲量が全体の漁獲量のほとんどを占めるという。当地ではダウ船を用いた刺し網漁で漁獲されるほか、小型個体はエビを狙ったトロール漁で混獲されることがある。日本では稀だが釣りによっても捕獲されることがある。
漁獲された個体は主に鮮魚で、少数は冷凍されて流通する。例としてシンガポールでは中程度の価格で取引され、生鮮市場での1kgあたりの売価はサイズによるものの8シンガポールドルから20シンガポールドルほどであるという（2009年時点）。肉は美味であり、各種惣菜にされる。